# Malacocephalus boretzi
Malacocephalus boretzi és una espècie de peix de la família dels macrúrids i de l'ordre dels gadiformes.

## Morfologia
- Els mascles poden assolir 47 cm de llargària total.[4][5]

## Hàbitat
És un peix d'aigües profundes que viu entre 270-290 m de fondària.

## Distribució geogràfica
Es troba al Pacífic nord.